# Tjievrajávrátja (Jokkmokks socken, Lappland, 745076-157788)
Tjievrajávrátja, enligt tidigare ortografi Tjeurajauratjah, är en sjö i Jokkmokks kommun i Lappland och ingår i Luleälvens huvudavrinningsområde. Tjievrajávrátja ligger i Sarek Natura 2000-område.
Sjön som ligger 1 196 meter över havet avvattnas av ett namnlöst biflöde till Sähkokjåhkå och vattnet fortsätter därefter genom Sähkokjåhkå, Standárjåhkå, Gamájåhkå, Lilla Luleälven och Lule älv innan det når havet.
Jávrátja betyder småsjöar på lulesamiska och Tjievrajávrátja är ett samlingsnamn för de fyra närliggande småsjöarna. I Sjöregistret måste varje enskild sjö ha en egen identitet varför varje enskild sjös "sjö-id" läggs till namnet.

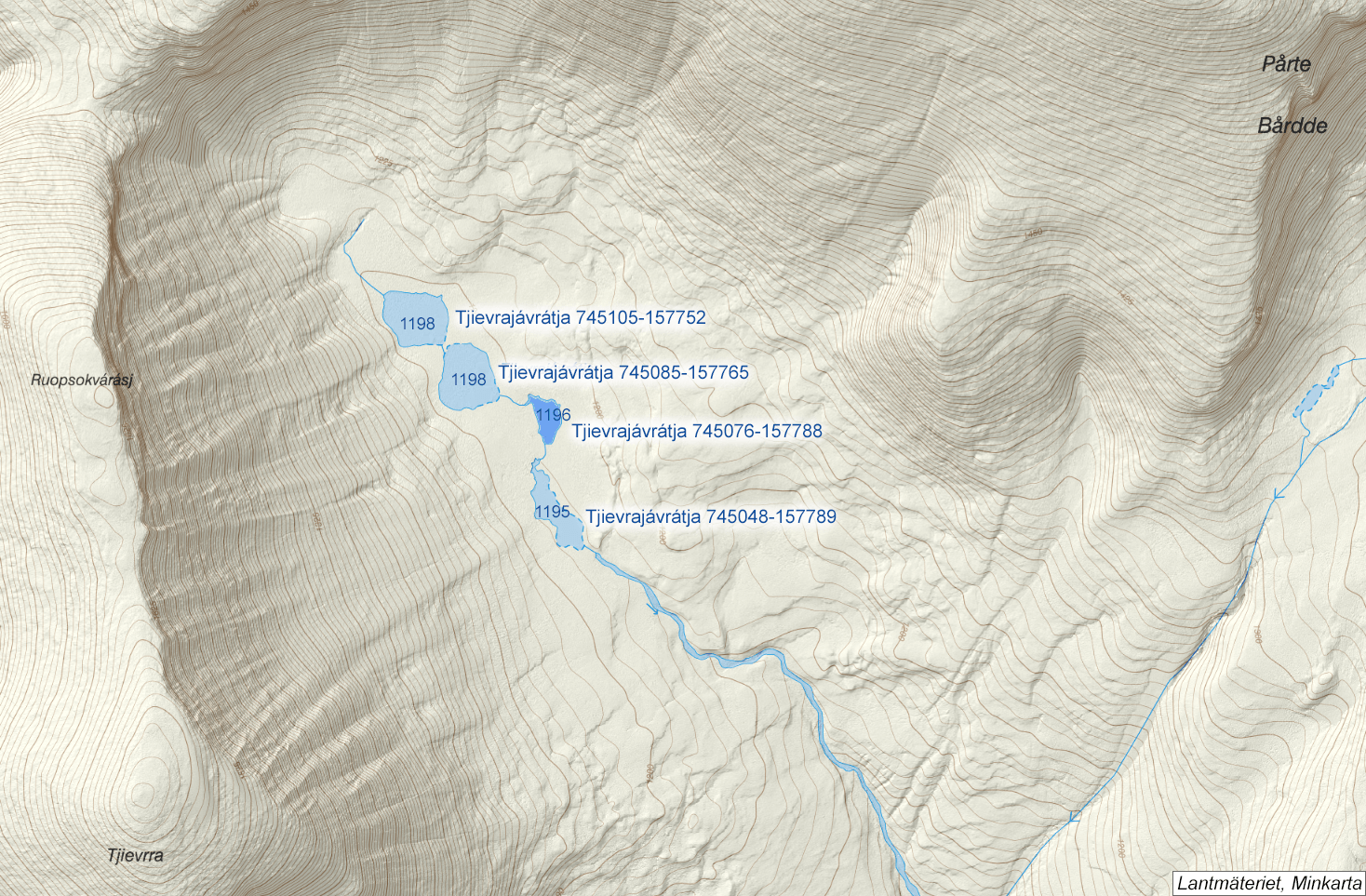
Karta som visar läget av sjön.
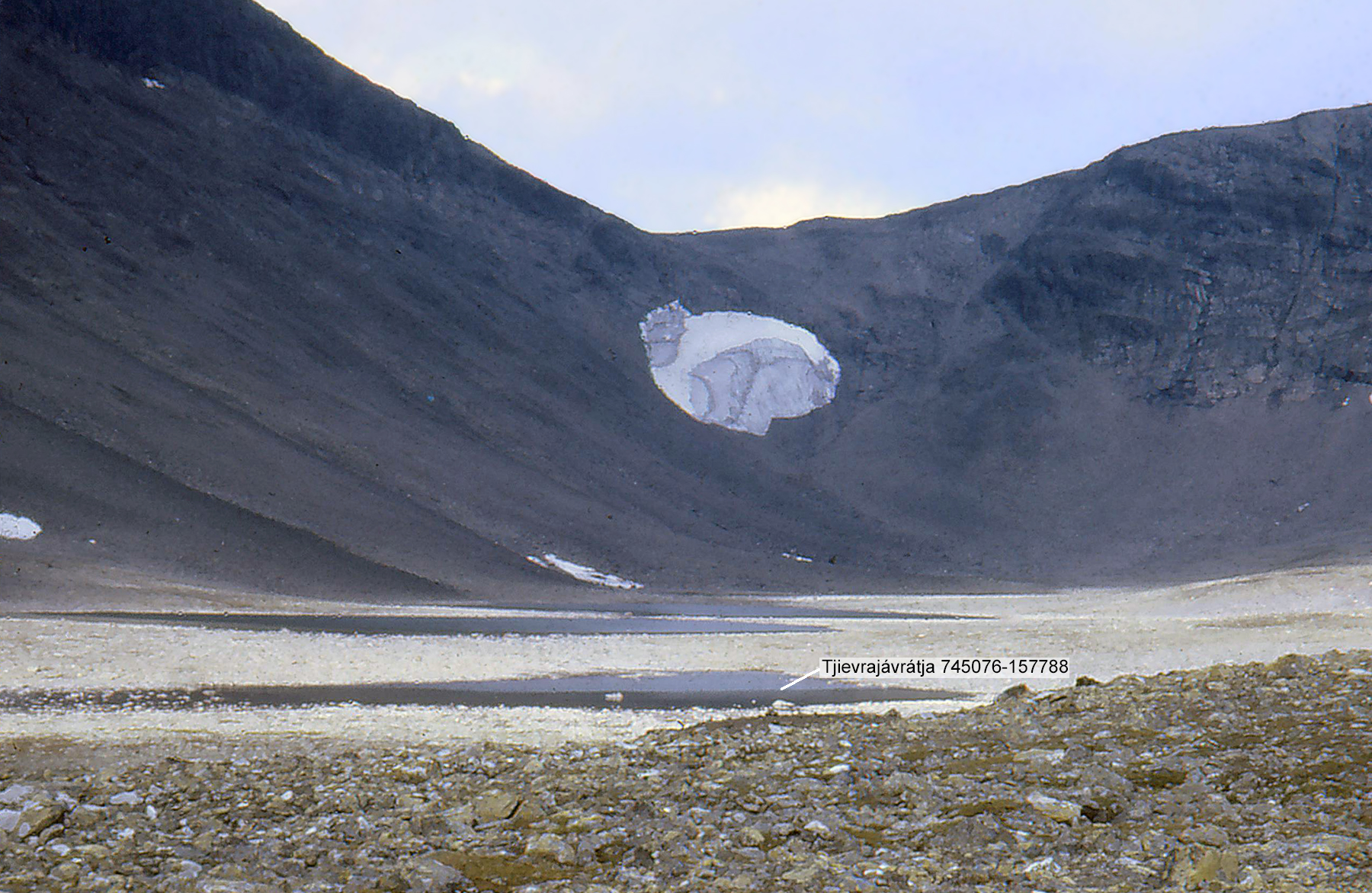
Tjievrajávrátja 745076-157788 är sjön som ligger närmast.
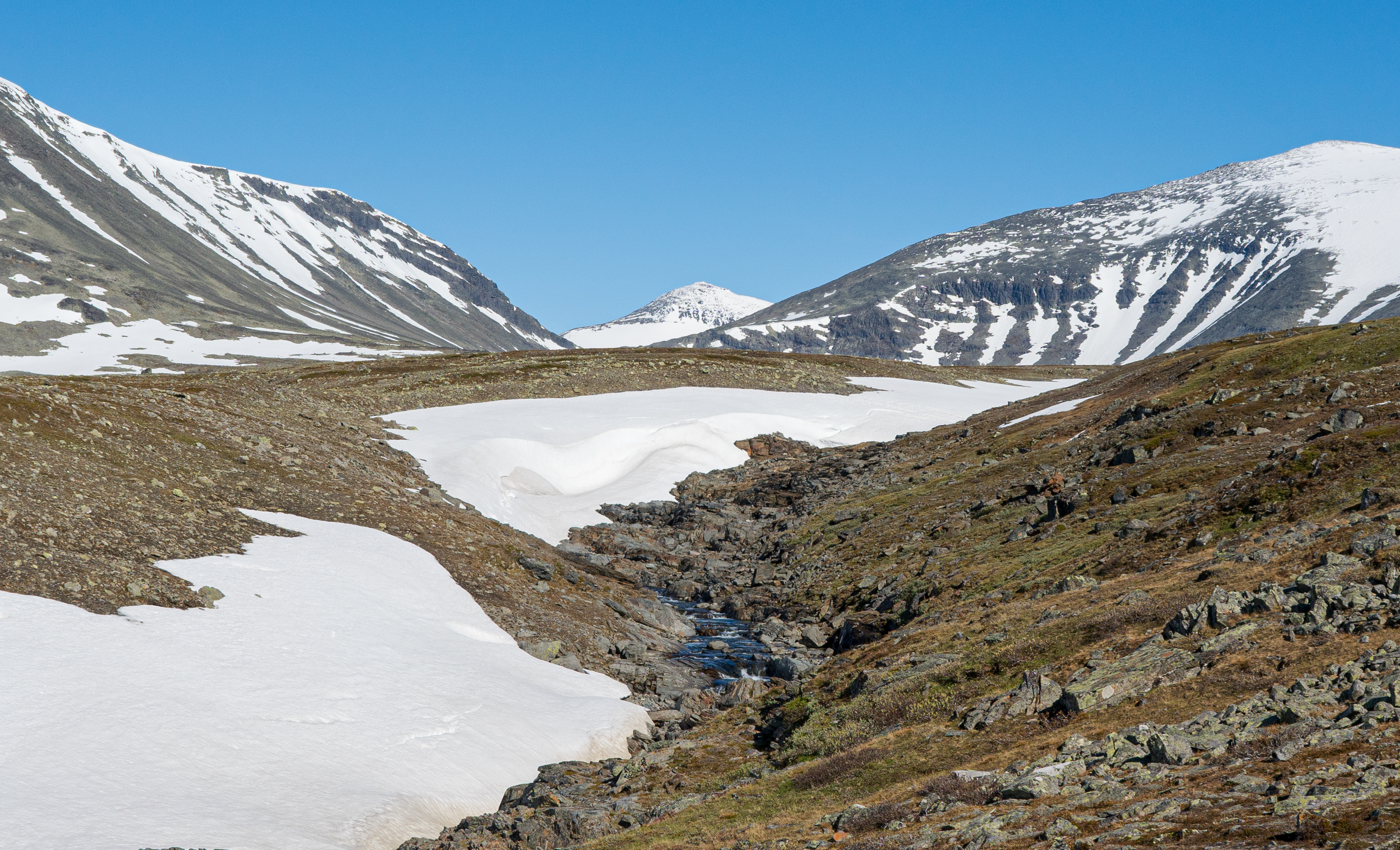
Vattendraget som avvattnar Tjievrajávrátja.